# Michael Hofbauer
Michael Hofbauer (6. ledna 1964 Praha – 10. ledna 2013 Praha) byl český filmový herec, který se prosadil hlavně v dětských rolích.
Vyučil se prodavačem. Od roku 1989 pracoval v divadle na Vinohradech jako osvětlovač. Zahrál si zde i několik menších rolí.
Byl dlouhodobě nemocný, trpěl zhoubným nádorem na krku. V roce 2006 prodělal operaci a poté podstoupil sérii ozařování. Série ozařování však přinesla následky v podobě ztráty chuti, sliny, zubů a byla mu také odebrána polovina sanice. Podstoupil také operaci, při níž mu byla na krk našita kůže z prsu. Zemřel 10. ledna 2013 na selhání plic.

## Filmografie
- Páni kluci (1975)
- Profesoři za školou (1975)
- Jak se točí Rozmarýny (1977)
- Jen ho nechte, ať se bojí (1977)
- Tajemství proutěného košíku (1977)
- Čekání na déšť (1978)
- Od zítřka nečaruji (1978)
- Brontosaurus (1979)
- Hordubal (1979)
- Pan Tau (1979)
- Lucie, postrach ulice (1980)
- Neříkej mi majore! (1981)
- Pozor, vizita! (1981)
- ...a zase ta Lucie! (1983)
- Lucie, postrach ulice (1983)
- Stav ztroskotání (1983)
- Hele, on letí! (1984)
- My všichni školou povinní (1984)
- Dům pro dva (1987)
- Druhý dech (1988)
- Dobrodružství kriminalistiky (1989)
- Největší z Pierotů (1990)
- Tankový prapor (1991)
- Veselé krvavé kuře (1999)
- To jsem z toho jelen (2000)
- Duch český (2001)
- Dědictví slečny Innocencie (2003)
- Město bez dechu (2003)
- Nezvěstný (2003)
- O svatební krajce (2003)
- Smrt pedofila (2003)
- Strážce duší (2003)
- Želary (2003)
- I ve smrti sami (2004)
- Ulice (2005)
- Zlá minuta (2005)
- Hezké chvilky bez záruky (2006)
- Operace Silver A (2007)
- Četnické humoresky: Skokan (2007)
- Normal (2009)
- Svědomí Denisy Klánové (2009)
- Škola princů (2010)